# The Irrepressibles
The Irrepressibles est un groupe d'art pop britannique, originaire de Scarborough, dans le Yorkshire du Nord. Il se compose d'un orchestre de dix musiciens menés par le compositeur et interprète Jamie « Irrepressible » McDermott, décrit par le journal français Libération comme d'une « élégance fantasque au service d’un singulier univers baroque. »

## Biographie

### Débuts (2002–2010)
Le groupe est formé en 2002 à Scarborough, dans le Yorkshire du Nord. Jamie Irrepressible décrit toutes les chansons comme autobiographiques. Ils adoptent le nom de The Irrepressibles, car « ça signifie dépasser les frontières musicales et être honnête sur l'homosexualité dans la musique. » Ils se délocaliseront à Londres, en Angleterre, pendant quelques années, puis à Berlin, en Allemagne.
En 2005, le groupe sort son premier EP, My Witness, suivi par un second, intitulé Knife Song. 
En 2009, paraît un coffret CD/DVD nommé From the Circus to the Sea, qui leur offre une certaine reconnaissance critique et publique.

### Mirror Mirror(2010)
Le groupe publie son premier album studio, intitulé Mirror Mirror en 2010. In this Shirt, un extrait de l'album est utilisé en 2011 dans le concours de danse télévisé So You Think You Can Dance et dans un court métrage réalisé par Roy Raz, The Lady is Dead, ainsi que pour la campagne de publicité de British Telecom pour les Jeux Olympiques de 2012. En France, leurs premiers concerts sont rapidement remarqués, Libération l'ayant décrit comme un groupe à la « réputation incandescente. » Mises à part des rumeurs élogieuses portées par leurs premières apparitions en festival (à Paris mais aussi à Marseille), le groupe est rapidement remarqué de la blogosphère francophone, dMute, ou encore soundofviolence les chroniquant de manière globalement positive. À noter la critique extrêmement négative de Stéphane Sarpaux lors de leur passage à Marseille, au sein du Festival de Marseille en 2010.

### Nude(2012)
Leur deuxième album studio, Nude, est publié en 2012. Le premier single, Arrow, sort le 28 mai 2012, suivi par New World, le 23 août. Les deux clips sont réalisés par Jamie McDermott, comme celui de Two Men In Love qui est mis en ligne le 15 février 2013.  
En 2013, Jamie change son nom, Jamie McDermott, en Jamie Irrepressible, sur sa collaboration avec le duo électronique norvégien Röyksopp, Something In My Heart. 
En 2013 sort Nude : Landscapes, le premier volet de la trilogie des EP inspirée par leur deuxième album. Ce premier EP se caractérise par une direction « symphonique minimale » et « acoustiques », tel que le décrit McDermott lors d'un entretien avec le magazine britannique QX. Le deuxième EP, Nude : Viscera, est publié le 14 février 2014, et « mêle new wave, grunge, et exotica. » Le troisième EP, Nude : Forbidden, est publié le 6 avril 2014. Ce dernier EP est accompagné de deux clips (Forbidden et Edge of Now) réalisés une fois encore par Jamie lui-même.

### Troisième album (2018)
Le 31 mai 2018, The Irrepressibles fait son retour, avec le titre Submission, dont le clip est réalisé par Savvas Stravou.

### Quatrième album (2021)
Le groupe publie l'album "Superheroes". Un des titres accède a la notoriété internationale grâce à la série Netflix " Young Royals" avec le titre "The most beautiful boy" dans sa version remix Felsmann + Tiley.

## Style musical
Le groupe est souvent comparé (et a pu citer parmi ses influences) Vivienne Westwood, le travail de Malcolm McLaren (sur le mode musique et sous-culture), KLF, Farinelli et les castrats mais aussi Martha Graham, les installations de Salvador Dalí, Morrissey, Leigh Bowery, Laurie Anderson, Meredith Monk, Broadcast et Matthew Barney. Ils citent eux-mêmes comme influences David Bowie, Kate Bush et Bonzo Dog Doo-Dah Band.
Ils se considèrent eux-mêmes comme un groupe de pop de chambre. Leur réputation live s'est construite autour de shows baroques et très mis en scène, dans lesquels chaque membre de l'orchestre apporte une contribution visuelle autant que musicale.

## Membres

### Membres actuels
- Jamie Irrepressible (anciennement Jamie McDermott) - chant, guitare, composition
- Sarah Kershaw - piano, accompagnement vocal
- Chloe Treacher - violoncelle, contrebasse, accompagnement vocal
- Ollie Hipkin - percussions

### Anciens membres
- Jordan Hunt - violon, accompagnement vocal
- Charlie Stock - viole, accompagnement vocal
- Nicole Robson - violoncelle, accompagnement vocal
- Sophie Li - contrebasse, accompagnement vocal
- Craig White - hautbois, cor anglais, accompagnement vocal
- Rosie Reed - flûte, vocals
- Anna Westlake - clarinette, saxophone, accompagnement vocal
- Amy Kelly - percussions

## Discographie

### Albums studio
- 2010 : Mirror Mirror
- 2012 : Nude
- 2020 : Superheroes

### EP
- 2005 : My Witness
- 2005 : Knife Song
- 2009 : From The Circus... to the Sea (EP et DVD)
- 2013 : Nude: Landscapes
- 2014 : Nude: Forbidden
- 2019 : This Time I'll Let Go of Fear

### Singles
- 2011 : In This Shirt
- 2012 : Arrow
- 2013 : Two Men in Love
- 2018 : Submission

### Clips
- 2011 : I'll Maybe Let You (réalisé par J. J. Stevens)
- 2012 : Arrow (réalisé par Jamie McDermott)
- 2012 : New World (réalisé par Jamie McDermott)
- 2013 : Two Men in Love (réalisé par Jamie McDermott)
- 2014 : Forbidden (réalisé par Jamie McDermott)
- 2014 : Edge of Now (réalisé par Jamie McDermott)
- 2015 : Always on my mind (réalisé par Nicolas Martin)
- 2018 : Submission (réalisé par Savvas Stravou)